# Çatalburun
La raza de perros Çatalburun es originaria de Turquía. Son animales raros cuando se los mira por primera vez. La raza surgió cruzando perros de la misma familia, ello produjo la deformación genética en su nariz. Los que manipularon la raza querían obtener un perro que fuera superior en el olfato, para que fuera muy buen cazador.

## Origen
En su nombre Çatalburun,  “çatal” significa tenedor y “burun” significa nariz.
Es una raza casi desconocida fuera de Turquía, aunque se le conoce como Pointer Turco, y como indica su procedencia es de Turquía. Su principal atractivo es la forma de la nariz, porque tienen partida en dos partes la nariz, y parece que fueran dos narices. Pero se ha descubierto que para la caza son mejores que los que tienen la nariz común.

## Características
Los perros de la raza Çatalburun son grandes, pesan cerca de 25 kg y miden cerca de 50 cm.
Son fuertes, rústicos, ágiles, y rápidos, lo que los hace destacarse en la cacería. Tienen largas y grandes orejas caídas, la cola es muy corta.
Al tener el pelo corto no necesitan mucho mantenimiento, se le puede bañar cuando lo necesite. Pueden ser todos de color marrón chocolate, o puede tener varios colores un solo perro.

## Carácter
Todos los perros de caza son independientes, obedientes y fieles a su dueño, ellos no se llevan bien ni con los niños ni con las otras mascotas. Si se los socializa desde pequeños son muy buenas mascotas.